# Robert Pospíšil
Robert Pospíšil (ur. 27 grudnia 1977 w Pardubicach) – czeski hokeista.

## Kariera
- HC Pardubice (1995–1996)
- HC Slovan Usti nad Labem (1996–1997)
- HC Pardubice (1997–1999)
  -  HC Kometa Brno (1997)
  -  Blue Bucks Kolín (1997)
- Slavia Třebíč (1999–2000)
- HC Dukla Jihlava (2000–2001)
- Bílí tygři Liberec (2001–2003)
- HC Prostějov (2003–2004)
- HC Slovan Usti nad Labem (2004)
- IC Épinal (2004–2005)
- HC Dukla Jihlava (2005–2006)
- Kapfenberger SV (2006–2007)
- Podhale Nowy Targ (2007–2008)
- Stoczniowiec Gdańsk (2008)
- Uniwiersitiet Orenburg (2008)
- Basingstoke Bison (2009)
- Montpellier Vipers (2009–2010)
- Roanne (2011–2012)